# Déli Mozdulat hadművelet
A Déli Mozdulat hadművelet (horvátul: Operacija Južni potez) a Horvát Hadsereg (HV) és a Horvát Védelmi Tanács (HVO) utolsó offenzívája volt a boszniai háborúban, mely  1995. október 8. és 11. között zajlott Nyugat-Bosznia-Hercegovinában. Célja az volt, hogy segítse a Bosznia-Hercegovinai Köztársaság Hadseregét (ARBiH), amelynek a Sana hadművelet során általuk elfoglalt Ključ város körüli állásait veszélyeztette a Boszniai Szerb Köztársaság Hadserege (VRS) ellentámadása. A Déli Mozdulat hadművelet céljai között szerepelt Mrkonjić Grad városának és a Manjača-hegységben olyan pozíciók elfoglalása, amelyek lehetővé tennék, hogy a HV és a HVO közvetlenül fenyegesse Banja Lukát, a boszniai szerbek által ellenőrzött legnagyobb várost. Végül az offenzíva a Bočac vízierőmű elfoglalására is irányult, amely Nyugat-Bosznia-Hercegovinában az utolsó olyan jelentős villamosenergia forrás volt, mely még a VRS irányítása alatt állt. Az egyesített HV és HVO erők Ante Gotovina HV vezérőrnagy parancsnoksága alatt álltak.
Az offenzíva elérte célját, és a Sana és a Misztrál-2 hadműveletekkel együtt jelentősen hozzájárult ahhoz, hogy a boszniai szerb vezetést komoly béketárgyalásokra kényszerítsék. Az offenzíva eredményeként 10 000 boszniai szerb kényszerült elhagyni otthonát, emellett legalább 181 szerb halálát okozta, míg több százan tűntek el a műveletet követően. Az országos tűzszünet október 12-én, egy nappal az offenzíva befejezése után lépett életbe, és hamarosan tárgyalások következtek, amelyek a daytoni békeszerződéssel zárultak, amely véget vetett a boszniai háborúnak.

## Háttér
Mivel a Jugoszláv Néphadsereg (Jugoslovenska narodna armija – JNA) a Vance-terv elfogadását és végrehajtásának megkezdését követően kivonult Horvátországból, 55 000 Bosznia-Hercegovinában született tisztét és katonáját az újonnan felállított boszniai szerb hadsereghez vezényelték át, amelyet később a Boszniai Szerb Köztársaság hadserege (Vojska Republike Srpske – VRS) névre kereszteltek át. Ez az újjászervezés a Bosznia-hercegovinai Szerb Köztársaság 1992. január 9-i kikiáltását követte, amely megelőzte a Bosznia-Hercegovina függetlenségéről 1992. február 29. és március 1. között megtartott népszavazást. Bosznia-Hercegovina függetlenségi nyilatkozatát később a boszniai szerbek a boszniai háború ürügyeként hozták fel. A boszniai szerbek 1992. március 1-jén kezdték meg a főváros, Szarajevó és más területek megerősítését. A következő napon Szarajevóban és Dobojban már fel is jegyezték a háború első halálos áldozatait. Március utolsó napjaiban a boszniai szerb erők tüzérséggel lőtték a szávaparti Bosanski Brodot, aminek eredményeként a HV 108. dandárja határon átnyúló hadműveletébe kezdett. 1992. április 4-én a JNA tüzérsége megkezdte Szarajevó ágyúzását. Más példák is voltak arra, hogy a JNA közvetlenül támogatta a VRS-t, így például Zvornik elfoglalásakor 1992. április elején, amikor a JNA átlőve a Drina folyót, tüzérségi támogatást nyújtott a számukra Szerbiából. Ugyanakkor az ország más részein, tárgyalásokat szervezve a JNA megpróbálta enyhíteni a helyzetet.
A JNA és a VRS Bosznia-Hercegovinában szembeszállt a Bosznia-Hercegovinai Köztársaság hadseregével és a Horvát Védelmi Tanáccsal, amelynek a hadműveleteit nemcsak a boszniai horvát vezetés, hanem alkalmanként a HV is támogatta. Április végén a VRS 200 000 katonát, több száz harckocsit, páncélozott szállítójárművet (APC) és tüzérségi eszközt tudott bevetni. A másik oldalon a HVO és a Horvát Védelmi Erők (Hrvatske obrambene snage – HOS) hozzávetőleg 25 000 katonát és egy maroknyi nehézfegyvert tudott kiállítani, míg az ARBiH közel 100 000, nagyrészt felkészületlen katonával rendelkezett, amelyeknek kevesebb mint fele volt ellátva kézi lőfegyverekkel, nehézfegyvereik pedig gyakorlatilag nem voltak. A különböző erők felfegyverzését akadályozta az Egyesült Nemzetek Szervezetének (ENSZ) 1991 szeptemberében bevezetett fegyverembargója. 1992. május közepére, amikor azok a JNA-egységek, amelyek nem kerültek át a VRS-be, kivonultak Bosznia-Hercegovinából az újonnan kikiáltott Jugoszláv Szövetségi Köztársaságba, a VRS Bosznia-Hercegovina területének körülbelül 60 százalékát ellenőrizte. Az ellenőrzés mértékét az év végére az ország mintegy 70 százalékára terjesztették ki.

## Előzmények
1995-re az ARBiH és a HVO jobban szervezett erőkké fejlődtek, amelyek viszonylag nagyszámú tüzérségi eszközzel és erős védelmi létesítményekkel rendelkeztek. A VRS még ott sem volt képes áthatolni védelmükön ahol, mint például az orašjei csatában 1995 májusában és júniusában erői jó taktikát alkalmaztak. 1995 augusztusában, miután Horvátországban a horvátországi szerbek által ellenőrzött területeinek többsége a Vihar hadművelet során elveszett, a HV tevékenységének fókuszát Nyugat-Boszniára felé helyezte át. A váltást az a szándék motiválta, hogy a horvát határ mentén biztonsági zónát hozzanak létre, Horvátországot regionális nagyhatalommá tegyék, és a boszniai háború végét kikényszerítve megszerezzék a Nyugat kegyeit is. Bosznia-Hercegovina kormánya üdvözölte a lépést, mivel az hozzájárult Nyugat-Bosznia, valamint a legnagyobb boszniai szerbek által birtokolt város, Banja Luka megszerzéséhez.
1995 augusztusának utolsó napjaiban a NATO „Megfontolt Erő” néven légi hadjáratot indított a VRS ellen. A hadműveletet az augusztus 28-iki második markalei mészárlásra válaszul indították, amely a srebrenicai mészárlás nyomán következett be. A légicsapások augusztus 30-án kezdődtek. Kezdetben a VRS légvédelmét vették célba és Szarajevó melletti célpontokat bombáztak. A kampányt szeptember 1-jén rövid időre felfüggesztették, majd a város körüli a tüzérségi és raktári létesítményekre is kibővítették. A bombázás szeptember 5-én folytatódott, és mivel a NATO majdnem kimerítette a Szarajevó melletti célpontokat, hatókörét szeptember 9-ig kiterjesztették a Banja Luka melletti VRS légvédelemre is. Szeptember 13-án a boszniai szerbek elfogadták a NATO követelését egy Szarajevó körüli biztonsági zóna létrehozására és a NATO a hadjáratot beszüntette.
A nyugat-boszniai harcok viszonylagos elcsendesedését követően a HV, a HVO és az ARBiH megújította közös offenzíváját a VRS ellen a régióban. Az offenzíva Misztrál–2 néven szeptember 8-án indult meg azzal a céllal, hogy elfoglalják Jajca, Šipovo és Drvar városokat. A Bosznia-Hercegovinai Köztársaság hadseregének 7. hadteste a HV és a HVO jobb szárnyán nyomult előre Donji Vakuf felé. Ahogy a Misztrál–2 hadművelet közeledett céljaihoz, az ARBiH 5. hadteste a bihácsi területen elindította a Sana hadműveletet, amelynek célja a VRS visszaszorítása volt a Sana folyótól keletre. Az ARBiH 70 km-t haladva jelentős területi nyereséget ért el, elfoglalva Ključ városát, és szeptember 18–19-ig – amikor a jelentős VRS-erősítés leállította őket – jelentősen megközelítve Sanski Most és Novi Grad városokat. A szeptember 23-ról 24-re virradó éjszaka indult VRS-ellentámadás Novi Grad Sanski Most és Mrkonjić Grad közeléből fokozatosan visszaszorította az 5. hadtestet Bosanska Krupa és Ključ felé, annak ellenére, hogy közben az ARBiH 7. hadtest által küldött erősítés fokozatosan megérkezett. A VRS erői október 6-ára Ključtól már  alig 1 km-re közeledtek, és az ARBiH város feletti irányítása is veszélybe került. Válaszul a szerb előretörésre az ARBiH a HV-tól és a HVO-tól kért segítséget.

## A szembenálló erők
Az offenzívára kijelölt HV és HVO erők két hadműveleti csoportba szervezve 11 000–12 000 katonából álltak, Ante Gotovina horvát vezérőrnagy parancsnoksága alatt. Az első csoportot a HV 4. gárdadandár, és a 7. gárdadandár alkotta az 1. horvát gárdaegység (HGZ) támogatásával, míg a második csoport élén a HVO 1., 2. és 3. gárdadandárja állt, és a HV 126. honvédezrede támogatta.
Az egyesített HV/HVO haderővel szemben álló VRS egységek a 2. hadműveleti csoport és a 30. hadosztály elemei voltak, Milenko Lazić ezredes parancsnoksága alatt. A Mrkonjić Grad körül elhelyezett egységekből, és a 7. gépesített, 3. Szerb és 11. Mrkonjić könnyűgyalogsági dandárból álltak. A három, hozzávetőleg 5500 katonát számláló dandárnak az volt a feladata, hogy fedezze az ARBiH haderő ellen Ključban ellentámadásba lépő VRS-erők hátát.

## A hadművelet lefolyása
A tervek szerint hadműveletet két szakaszban kellett végrehajtani. Az első szakasz Mrkonjić Grad és a környező Podrašnica-völgy elfoglalását jelentette. A hadművelet második szakaszában a haderő elfoglalná a Bočac Vízierőművet, az utolsó jelentős áramforrást Nyugat-Bosznia és Hercegovina VRS által ellenőrzött részén. A teljes hadművelet a tervek szerint négy napig tartott volna, és közvetlenül az 1995. október 12-én reggel hatályba lépő országos tűzszünet előtt ért volna véget. Ante Kotromanović dandártábornok, a 126. honvédezred akkori parancsnoka szerint az offenzívát az Egyesült Államok vezetése is jóváhagyta, és a támadás előkészítéseként az amerikai harci gépek megtámadták a Banja Luka környékén telepített VRS-állásokat.

### Első szakasz: október 8-9.
Az offenzíva október 8-án kezdődött a HV 126. honvédezred és a HVO 1. gárdadandár által a Mrkonjić Gradtól 15-20 km-re nyugatra fekvő kiindulási vonalról indított támadással a VRS 11. Mrkonjić könnyűgyalogsági dandár által elfoglalt állások ellen. Ennek az erőfeszítésnek az volt a célja, hogy elterelje a VRS-védelmet az offenzíva fő támadási irányától. A rossz időjárás azonban hátráltatta a tüzérségi tűz hatékony alkalmazását.
A támadást végrehajtó fő HV erő, amely a 4. és a 7. gárdadandárból, valamint az 1. HGZ-ből áll, október 9-én megkezdte előrenyomulását. A rossz időjárás és a sűrű köd arra kényszerítette a HV-t, hogy a támadás megkezdését 6:00-ról 8:50-re halassza. Az előrenyomulást erős tüzérségi tűztámogatás és a Horvát Légierő két Mi–24-es harci helikoptere támogatta. A HV 7. gárdadandár Mrkonjić Gradtól délkeletre Liskovica, Bjelajci és Šehovci falvak körül a VRS 7. gépesített dandárral küzdött az előrenyomulásért a VRS-állások ellen. A 4. gárdadandár és az 1. HGZ a várostól délnyugatra állt szemben a 3. Szerb dandár védelmével. A nap végére a HV körülbelül 5 km-t haladt előre, és részben elfoglalta Mrkonjić Gradot. Magára a városra körülbelül 200 tüzérségi lövedéket lőtt ki a HV és a HVO.

### Második szakasz: október 10-11.
Október 10-én a 4. gárdadandár áttörte és túlhaladta a 7. gépesített dandár állásait, így a VRS visszavonult Mrkonjić Gradból. Ez a lépés egyúttal a Podrašnica-völgyet és a Čađavicai csomópontot is HV-ellenőrzés alá helyezte, ezzel teljesítetté vált a művelet első szakaszának kitűzött célja. A HVO 2. gárdadandárt a 7. gárdadandár jobb szárnyára telepítették, és a két egység észak felé haladt Bočac felé. Ezzel egy időben a 4. gárdadandár előrenyomult a Manjača-hegységre.
A HV egységeket október 11-én HVO elemek váltották fel. Az északi előrenyomulást a HVO 1. és 2. gárdadandárja vette át a HV 4. és 7. gárdadandárjától, míg a HVO 3. gárdadandárja az 1. HGZ és a 126. honvédezred egységeit váltotta le. Miközben hatékony tüzérségi tűztámogatást tartottak fenn visszavonuló csapataik számára, VRS szervezetlen védelmét fokozatosan észak felé vonták vissza. A nap végére a HVO elfoglalta a Bočac Vízierőművet. A végső célt akkor érték el, amikor a horvát erők elérték a Banja Lukától 25 km-re délre fekvő vonalat. Az előrenyomulás állítólag Banja Lukától 9 km-re állt meg, amelynek áramellátása megszakadt, és ahol a helyzet romlása miatt kijárási tilalmat vezettek be. A Déli Mozdulat hadművelet október 11-ről 12-re virradó éjjel véget ért.

## Következmények
Az offenzíva 40 km széles és 20 km mélységű területet foglalt el. A kialakult helyzet azt is világossá tette a boszniai szerb vezetés számára, hogy el kell kötelezniük magukat a háború tárgyalások útján történő befejezése mellett, vagy meg kell kockáztatniuk, hogy az ellenség Banja Lukát is elfoglalja. Ezenkívül az offenzíva meghatározónak bizonyult az ARBiH elleni VRS-ellentámadás leállítására is Ključ és Bosanska Krupa közelében, lehetővé téve az ARBiH számára, hogy sikeresen előrenyomuljon a Sanski Mostot védő VRS 1. Krajinai hadtest erői ellen. Végül a csata olyan helyzetbe hozta a VRS-t, hogy kénytelen volt választani a Prijedor, Banja Luka vagy a Doboj–Brčko útvonal védelme között. Ez az útvonal létfontosságú volt Banja Luka és Doboj utánpótlása szempontjából, mióta a VRS három évvel korábban a Korridor '92 hadművelettel biztosította azt. A Központi Hírszerző Ügynökség elemzése szerint a HV, a HVO és az ARBiH nyugat-bosznia-hercegovinai szárazföldi offenzívái, köztük a Déli Mozdulat hadművelet, jelentősebb mértékben járultak hozzá a boszniai szerbek tárgyalóasztalhoz ültetéséhez, mint a NATO légicsapásai. Október 12-én lépett életbe az egész országra kiterjedő tűzszünet, amelyet november 21-én a daytoni békeszerződést eredményező, a boszniai háborút lezáró tárgyalások követtek.
Az offenzíva 10 000 szerb menekültet űzött ki Mrkonjić Gradból, ami tovább fokozta a humanitárius válságot, mivel további 30 000 szerb menekült el Sanski Mostról is, mielőtt az ARBiH a Sana hadművelet utolsó napjaiban elfoglalta azt. A boszniai szerb erők Prijedorban és Novi Gradban hozzávetőleg 6000 nem szerbet kényszerítettek otthonuk elhagyására. Boszniai szerb források szerint a Mrkonjić Grad térségében folyó harcokban 480 szerb halt meg vagy tűnt el. Az adat tartalmazza azt a 181 holttestet is, melyek a város szerb ortodox temetőjében található tömegsírban vannak eltemetve. A Boszniai Szerb Köztársaság a helyszínt vizsgáló és tanúkat kihallgató rendőrei szerint többségük VRS-hadifogoly, vagy olyan polgári személy volt, akiket a 4. gárdadandár katonái öltek meg azért, hogy megbosszulják Andrija Matijaš ezredesnek, a dandár parancsnokhelyettesének halálát. A nyomozás eredményeit továbbították a volt Jugoszláviával foglalkozó nemzetközi büntetőtörvényszékhez (ICTY), de az ICTY nem folytatta az ügyet. 2013. december 20-án a bosznia-hercegovinai hatóságok vizsgálata még folyamatban volt 27 magas rangú HV- és HVO-tiszt, valamint horvát tisztviselő ellen. 2013-ban a 7. gárdadandár egy tisztjét és két katonáját, akiket négy szerb civil meggyilkolásával vádoltak Mrkonjić Grad közelében felmentették, és az ügyészség fellebbezése után újabb eljárásra vártak.

## Fordítás
- Ez a szócikk részben vagy egészben  az   Operation Southern Move című angol Wikipédia-szócikk ezen változatának fordításán alapul.  Az eredeti cikk szerkesztőit annak laptörténete sorolja fel. Ez a jelzés csupán a megfogalmazás eredetét és a szerzői jogokat jelzi, nem szolgál a cikkben szereplő információk forrásmegjelöléseként.